# Georg-Berndt Oschatz

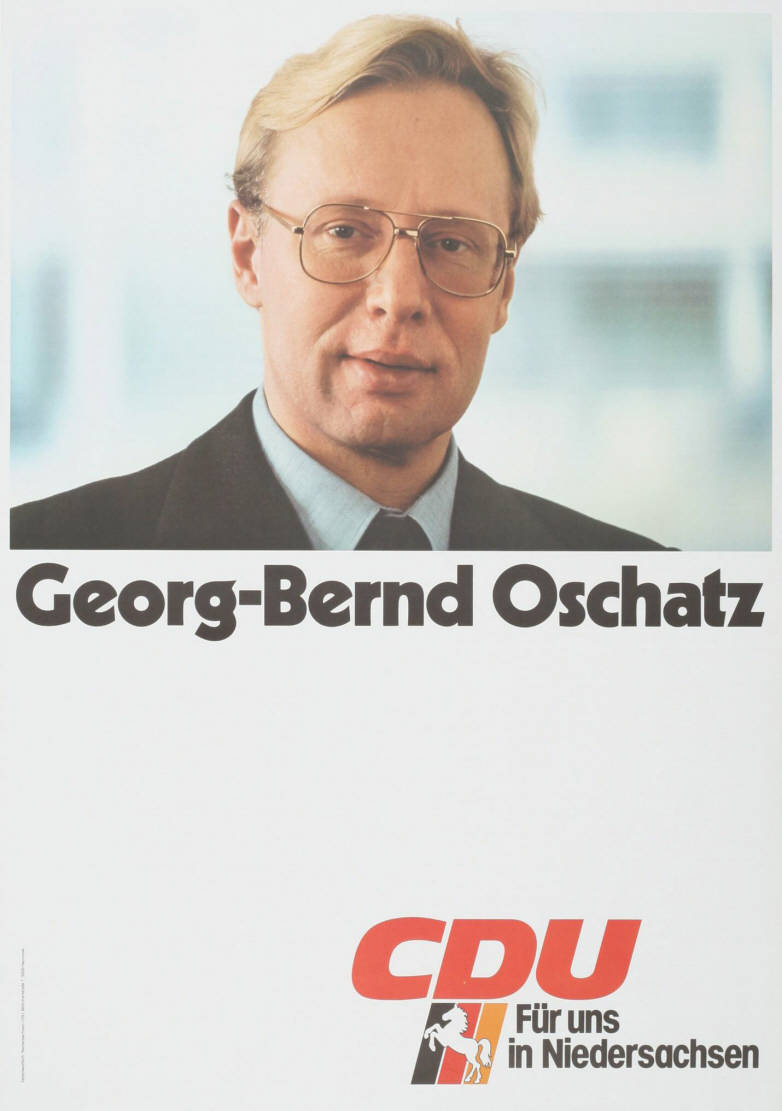
Kandidatenplakat zur Bundestagswahl 1983

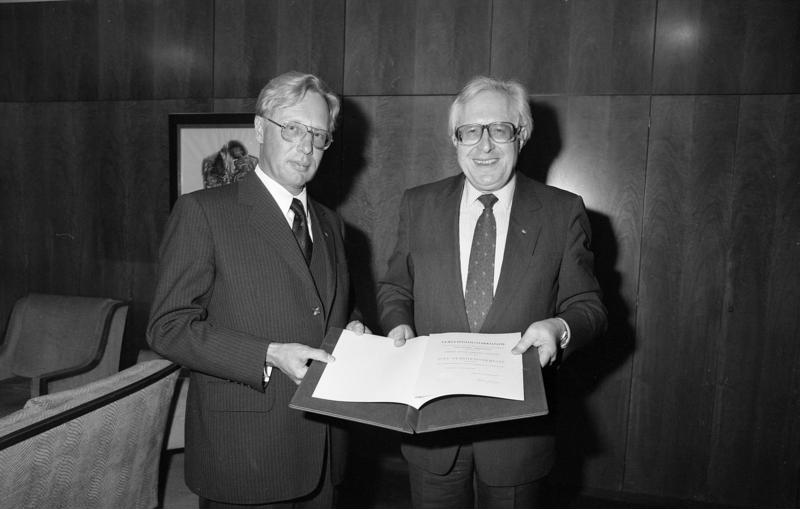
Bundesratspräsident Bernhard Vogel verlieh Georg-Berndt Oschatz 1988 das Bundesverdienstkreuz

Georg-Berndt Oschatz (* 5. April 1937 in Zwickau) ist ein ehemaliger deutscher Verwaltungsbeamter und Politiker der CDU. Er war niedersächsischer Kultusminister und Oberbürgermeister von Wiesbaden.

## Leben
Oschatz wurde im Kreiskrankenhaus Zwickau geboren, da es in Schönheide, wo seine Eltern damals lebten, keine Geburtsklinik gab. Er besuchte zunächst die Grundschule in Schönheide und dann die Oberschule in Aue (Sachsen). Seine Eltern, Bürstenfabrikanten, flüchteten 1948 aus der Sowjetzone in die britische Besatzungszone. Dort besuchte Oschatz die Christian-Schule in Hermannsburg bei Celle. Im Jahr 1957 absolvierte er sein Abitur, bevor er ein Studium der Rechtswissenschaft in Hamburg begann. Die erste juristische Staatsprüfung erfolgte 1961, die zweite 1965. 1966 trat Oschatz in den höheren allgemeinen Verwaltungsdienst des Landes Niedersachsen ein.
Im Jahr 1963 war er der CDU beigetreten, und 1968 holte ihn der niedersächsische Kultusminister Richard Langeheine als persönlichen Referenten in das Ministerium. Nach dem Bruch der Großen Koalition in Niedersachsen im Jahr 1970 und dem Ausscheiden Langeheines wurde Oschatz zum Leiter des Wissenschaftlichen Dienstes der CDU-Fraktion im Niedersächsischen Landtag bestellt. Zudem übernahm er Mandate im Rat der Stadt Hannover (1972–1974) und im Niedersächsischen Landtag, dem er erstmals in der achten Wahlperiode vom 21. Juni 1974 bis zum 12. Mai 1976 angehörte. 1976 ging er nach Hildesheim und übte dort das Amt des Oberstadtdirektors aus. Von 1980 bis 1982 war er Oberbürgermeister der hessischen Landeshauptstadt Wiesbaden.
Oschatz wurde am 1. September 1982 für einige Tage zum Staatssekretär im Niedersächsischen Innenministerium ernannt, um Lücken in seiner Versorgung als Beamter zu vermeiden. Am 22. September 1982 holte ihn der niedersächsische Ministerpräsident Ernst Albrecht als Kultusminister in sein Kabinett, dem er bis April 1987 angehörte. Während dieser Zeit war er vom 21. Juni 1986 bis zum 30. April 1987 ein zweites Mal Landtagsabgeordneter. Von 1987 bis zu seiner Pensionierung im April 2002 war er als Direktor des Bundesrates der Leiter der Bundesratsverwaltung.
1999 wurde er an der Deutschen Hochschule für Verwaltungswissenschaften in Speyer, an der er auch Lehraufträge übernommen hatte, zum Honorarprofessor ernannt. Er beendete 2003 seine Tätigkeit als Lehrbeauftragter mit einer Vorlesung zum Thema „Leben wir in einer gefesselten Republik? - Beobachtungen von Spannungen und Kräften in unserem Staatswesen aus der Praxis des Regierens und Verwaltens“.
Georg-Berndt Oschatz lebt heute in Karlsruhe.

## Auszeichnungen
- 1988: Bundesverdienstkreuz 1. Klasse
- 1998: Großes Silbernes Ehrenzeichen mit dem Stern für Verdienste um die Republik Österreich[3]